# Llista de topònims de la Coma i la Pedra
Llista de topònims (noms propis de lloc) del municipi de la Coma i la Pedra, al Solsonès
Informació actualitzada per un bot. Els canvis manuals es perdran quan s'actualitzi!

## collada
| imatge | Nom                  | Ubicat a                         | instància de             | Detalls              | coordenades                                                                            | Protecció | Commons (més fotos)                       | Dades a WD                    |
| ------ | -------------------- | -------------------------------- | ------------------------ | -------------------- | -------------------------------------------------------------------------------------- | --------- | ----------------------------------------- | ----------------------------- |
|        | Coll Veís            | la Coma i la Pedra Josa i Tuixén | collada                  |                      | 42° 12′ 03″ N, 1° 36′ 13″ E / 42.2007°N,1.60372°E Serra del Verd 1906 msnm             |           |                                           | Modifica les dades a Wikidata |
|        | Coll Virolet         | la Coma i la Pedra Josa i Tuixén | collada                  |                      | 42° 12′ 00″ N, 1° 35′ 54″ E / 42.2001°N,1.59846°E 1854 msnm                            |           | Coll Virolet                              | Modifica les dades a Wikidata |
|        | Coll de Berla        | la Coma i la Pedra Guixers       | collada                  |                      | 42° 08′ 23″ N, 1° 37′ 43″ E / 42.13981389°N,1.628475°E 1101 msnm                       |           | Coll de Berla                             | Modifica les dades a Wikidata |
|        | Coll de Port         | la Coma i la Pedra Josa i Tuixén | collada port de muntanya | Hi passa: C-462 GR 7 | 42° 12′ 36″ N, 1° 33′ 05″ E / 42.20996667°N,1.55141333°E 1666 msnm                     |           | Coll de Port (Solsonès)                   | Modifica les dades a Wikidata |
|        | Coll de Pradell      | la Coma i la Pedra Gósol         | collada                  |                      | 42° 11′ 25″ N, 1° 38′ 37″ E / 42.1904°N,1.64366°E 2073 msnm                            |           | Coll de Pradell (la Coma i la Pedra)      | Modifica les dades a Wikidata |
|        | Coll de Santa Creu   | la Coma i la Pedra               | collada                  |                      | 42° 10′ 10″ N, 1° 37′ 12″ E / 42.16948611°N,1.62011944°E Serra de Pratformiu 1267 msnm |           | Coll de Santa Creu                        | Modifica les dades a Wikidata |
|        | Coll de Tancalaporta | la Coma i la Pedra               | collada                  |                      | 42° 10′ 17″ N, 1° 31′ 42″ E / 42.1713°N,1.52824°E 2113 msnm                            |           | Coll de Tancalaporta (la Coma i la Pedra) | Modifica les dades a Wikidata |
|        | Coll de la Moixa     | la Coma i la Pedra Josa i Tuixén | collada                  |                      | 42° 12′ 15″ N, 1° 34′ 50″ E / 42.2041°N,1.58044°E serrat de la Sella 1718 msnm         |           |                                           | Modifica les dades a Wikidata |
|        | Coll del Jou         | la Coma i la Pedra               | collada                  |                      | 42° 09′ 14″ N, 1° 36′ 46″ E / 42.1539°N,1.61266944°E Serra de Pratformiu 1200 msnm     |           | Coll del Jou                              | Modifica les dades a Wikidata |
|        | Coll dels Belitres   | la Coma i la Pedra Gósol         | collada                  |                      | 42° 12′ 01″ N, 1° 37′ 17″ E / 42.20030861°N,1.62133333°E 2152 msnm                     |           | Coll dels Belitres (serra del Verd)       | Modifica les dades a Wikidata |
|        | Coll dels Brulls     | la Coma i la Pedra               | collada                  |                      | 42° 10′ 54″ N, 1° 36′ 52″ E / 42.18178611°N,1.61437778°E 1521 msnm                     |           | Coll dels Brulls                          | Modifica les dades a Wikidata |
|        | Creu de Jovells      | la Coma i la Pedra Guixers       | collada                  |                      | 42° 10′ 04″ N, 1° 38′ 40″ E / 42.167847°N,1.644506°E Serra de Mitges 1546 msnm         |           | Creu de Jovells                           | Modifica les dades a Wikidata |
|        | Portell de l'Ós      | la Coma i la Pedra               | collada                  |                      | 42° 09′ 19″ N, 1° 32′ 01″ E / 42.15519167°N,1.53362278°E Serra de Querol 2091 msnm     |           |                                           | Modifica les dades a Wikidata |
|        | Portell del Llop     | la Coma i la Pedra Odèn          | collada                  |                      | 42° 10′ 04″ N, 1° 30′ 54″ E / 42.16767333°N,1.51511111°E Port del Comte 2154 msnm      |           | Portell del Llop (Port del Comte)         | Modifica les dades a Wikidata |
|        | Tres Collets         | la Coma i la Pedra Gósol         | collada                  |                      | 42° 11′ 54″ N, 1° 37′ 59″ E / 42.198384°N,1.633144°E Serra del Verd 2134 msnm          |           | Tres Collets                              | Modifica les dades a Wikidata |
|        | la Portella          | la Coma i la Pedra               | collada                  |                      | 42° 10′ 55″ N, 1° 35′ 48″ E / 42.18182778°N,1.59672778°E Costes del Rebalç 1277 msnm   |           |                                           | Modifica les dades a Wikidata |

## curs d'aigua
| imatge | Nom                        | Ubicat a                                           | instància de | Detalls                                                           | coordenades | Protecció | Commons (més fotos)        | Dades a WD                    |
| ------ | -------------------------- | -------------------------------------------------- | ------------ | ----------------------------------------------------------------- | --- | --------- | -------------------------- | ----------------------------- |
|        | Barranc de Cal Manxó       | la Coma i la Pedra                                 | curs d'aigua | Desemboca: Mosoll Llarg: 1km Conca: 78ha                          | 42° 11′ 03″ N, 1° 37′ 08″ E / 42.184083888888885°N,1.6187580555555556°E 42° 10′ 45″ N, 1° 37′ 28″ E / 42.17903694444445°N,1.624456111111111°E  |           | Barranc de Cal Manxó       | Modifica les dades a Wikidata |
|        | Cardener                   | Solsonès Bages                                     | curs d'aigua | Desemboca: Llobregat Llarg: 87km Conca: 1374km²                   | 42° 10′ 54″ N, 1° 34′ 44″ E / 42.181581°N,1.578805°E 41° 40′ 47″ N, 1° 51′ 10″ E / 41.679718°N,1.852642°E                                      |           | Cardener River             | Modifica les dades a Wikidata |
|        | Mosoll                     | la Coma i la Pedra                                 | curs d'aigua | Desemboca: Cardener Llarg: 6.1km Conca: 14.41km²                  | 42° 10′ 21″ N, 1° 38′ 29″ E / 42.172465°N,1.641336111111111°E 42° 09′ 51″ N, 1° 35′ 40″ E / 42.16413388888889°N,1.5945569444444443°E           |           | Mosoll (Vall de Lord)      | Modifica les dades a Wikidata |
|        | Rasa Fonda                 | la Coma i la Pedra                                 | curs d'aigua | Desemboca: Ribera de Cal Canonge Llarg: 1.29km Conca: 52ha        | 42° 11′ 45″ N, 1° 38′ 25″ E / 42.19580694444444°N,1.6403761111111113°E 42° 11′ 12″ N, 1° 37′ 58″ E / 42.18677888888889°N,1.6328311111111111°E  |           |                            | Modifica les dades a Wikidata |
|        | Ribera de Cal Canonge      | la Coma i la Pedra                                 | curs d'aigua | Desemboca: Mosoll Llarg: 2.41km Conca: 260ha                      | 42° 11′ 52″ N, 1° 37′ 48″ E / 42.19773305555555°N,1.63004°E 42° 10′ 48″ N, 1° 37′ 42″ E / 42.1801°N,1.6282469444444445°E                       |           | Ribera de Cal Canonge      | Modifica les dades a Wikidata |
|        | Ribereta del Pujol         | la Coma i la Pedra                                 | curs d'aigua | Desemboca: Mosoll Llarg: 4.43km Conca: 5.67km²                    | 42° 12′ 01″ N, 1° 36′ 15″ E / 42.200405°N,1.6040919444444444°E 42° 10′ 12″ N, 1° 36′ 02″ E / 42.16986305555555°N,1.600513888888889°E           |           | Ribereta del Pujol         | Modifica les dades a Wikidata |
|        | Riuet de la Pedra          | la Coma i la Pedra                                 | curs d'aigua | Desemboca: Cardener Llarg: 2.57km Conca: 275.51ha                 | 42° 09′ 15″ N, 1° 36′ 45″ E / 42.154125°N,1.6124380555555555°E 42° 09′ 38″ N, 1° 35′ 49″ E / 42.16067888888889°N,1.5968280555555556°E          |           | Riuet de la Pedra          | Modifica les dades a Wikidata |
|        | canal Fonda                | la Coma i la Pedra                                 | curs d'aigua | Desemboca: torrent de la Borda Llarg: 1.96km Conca: 52.38ha       | 42° 11′ 47″ N, 1° 37′ 32″ E / 42.19644611111111°N,1.62561°E 42° 11′ 12″ N, 1° 36′ 45″ E / 42.18678611111111°N,1.6124261111111111°E             |           |                            | Modifica les dades a Wikidata |
|        | canal de l'Embut           | la Coma i la Pedra                                 | curs d'aigua | Desemboca: rasa de Coll de Port Llarg: 3.27km                     | 42° 11′ 20″ N, 1° 32′ 42″ E / 42.188831111111114°N,1.5448669444444445°E 42° 11′ 19″ N, 1° 34′ 17″ E / 42.188538888888885°N,1.571325°E          |           |                            | Modifica les dades a Wikidata |
|        | rasa de Cal Poma           | la Coma i la Pedra                                 | curs d'aigua | Desemboca: canal de l'Embut Llarg: 2.25km Conca: 173ha            | 42° 11′ 34″ N, 1° 32′ 59″ E / 42.19271111111111°N,1.5497711111111112°E 42° 11′ 18″ N, 1° 34′ 18″ E / 42.188405°N,1.571563888888889°E           |           |                            | Modifica les dades a Wikidata |
|        | rasa de Carbassers         | la Coma i la Pedra                                 | curs d'aigua | Desemboca: rasa de Coll de Port Llarg: 3.18km Conca: 166.81ha     | 42° 11′ 35″ N, 1° 31′ 44″ E / 42.19314°N,1.5289630555555556°E 42° 12′ 27″ N, 1° 33′ 19″ E / 42.207615°N,1.5551688888888888°E                   |           |                            | Modifica les dades a Wikidata |
|        | rasa de Coll de Port       | la Coma i la Pedra                                 | curs d'aigua | Desemboca: Cardener Llarg: 4.4km Conca: 23.21km²                  | 42° 12′ 34″ N, 1° 33′ 10″ E / 42.20943888888889°N,1.5529130555555557°E 42° 10′ 57″ N, 1° 34′ 56″ E / 42.182431111111114°N,1.582203888888889°E  |           |                            | Modifica les dades a Wikidata |
|        | rasa de Coma Furosa        | la Coma i la Pedra                                 | curs d'aigua | Desemboca: rasa de Coll de Port Llarg: 1.47km Conca: 95.8ha       | 42° 11′ 30″ N, 1° 32′ 46″ E / 42.19165888888889°N,1.5461280555555557°E 42° 12′ 04″ N, 1° 33′ 45″ E / 42.20097888888889°N,1.5624238888888888°E  |           |                            | Modifica les dades a Wikidata |
|        | rasa de Confós             | la Coma i la Pedra                                 | curs d'aigua | Desemboca: rasa de Coll de Port Llarg: 1.88km Conca: 120ha        | 42° 11′ 47″ N, 1° 35′ 05″ E / 42.196466944444445°N,1.5847869444444445°E 42° 11′ 08″ N, 1° 34′ 42″ E / 42.18549°N,1.5783480555555554°E          |           | Rasa de Confós             | Modifica les dades a Wikidata |
|        | rasa de Prat Piquer        | la Coma i la Pedra                                 | curs d'aigua | Desemboca: rasa del Clot de la Vall Llarg: 1.23km Conca: 76.69ha  | 42° 10′ 24″ N, 1° 31′ 37″ E / 42.17319805555555°N,1.527058888888889°E 42° 10′ 42″ N, 1° 32′ 17″ E / 42.17838611111111°N,1.537968888888889°E    |           | Rasa de Prat Piquer        | Modifica les dades a Wikidata |
|        | rasa de Prat de Botons     | la Coma i la Pedra                                 | curs d'aigua | Desemboca: rasa del Clot de la Vall Llarg: 1.26km Conca: 128.43ha | 42° 10′ 37″ N, 1° 32′ 41″ E / 42.17693°N,1.544801111111111°E 42° 10′ 47″ N, 1° 33′ 26″ E / 42.17982388888889°N,1.5571611111111112°E            |           |                            | Modifica les dades a Wikidata |
|        | rasa de l'Espluga Negra    | la Coma i la Pedra                                 | curs d'aigua | Desemboca: rasa de Coll de Port Llarg: 1.15km Conca: 96.68ha      | 42° 12′ 11″ N, 1° 34′ 21″ E / 42.203023055555555°N,1.5723919444444443°E 42° 11′ 41″ N, 1° 34′ 14″ E / 42.19485°N,1.5705288888888889°E          |           |                            | Modifica les dades a Wikidata |
|        | rasa de la Bòfia           | la Coma i la Pedra                                 | curs d'aigua | Desemboca: canal de l'Embut Llarg: 3.34km Conca: 254ha            | 42° 09′ 52″ N, 1° 31′ 57″ E / 42.16433°N,1.532578888888889°E 42° 10′ 53″ N, 1° 33′ 45″ E / 42.18132694444444°N,1.5626088888888887°E            |           |                            | Modifica les dades a Wikidata |
|        | rasa de la Costa del Tabac | la Coma i la Pedra                                 | curs d'aigua | Desemboca: rasa del Clot de la Vall Llarg: 1.85km Conca: 100.23ha | 42° 11′ 24″ N, 1° 32′ 16″ E / 42.19005194444444°N,1.537845°E 42° 10′ 42″ N, 1° 32′ 17″ E / 42.17844°N,1.537986111111111°E                      |           | Rasa de la Costa del Tabac | Modifica les dades a Wikidata |
|        | rasa de la Mosquera        | Guixers la Coma i la Pedra                         | curs d'aigua | Desemboca: torrent de la Vilella Llarg: 1km Conca: 56ha           | 42° 08′ 43″ N, 1° 37′ 56″ E / 42.14519°N,1.6321961111111112°E 42° 08′ 29″ N, 1° 37′ 08″ E / 42.141275°N,1.6189330555555554°E                   |           |                            | Modifica les dades a Wikidata |
|        | rasa de la Teuleria        | la Coma i la Pedra                                 | curs d'aigua | Desemboca: rasa de Coll de Port Llarg: 1.45km Conca: 36.14ha      | 42° 11′ 55″ N, 1° 32′ 40″ E / 42.19849388888889°N,1.5445061111111111°E 42° 12′ 10″ N, 1° 33′ 37″ E / 42.20288388888889°N,1.5601938888888889°E  |           |                            | Modifica les dades a Wikidata |
|        | rasa del Cal Sant          | la Coma i la Pedra                                 | curs d'aigua | Desemboca: Cardener Llarg: 1.41km Conca: 51ha                     | 42° 10′ 16″ N, 1° 34′ 23″ E / 42.17101111111111°N,1.5731388888888889°E 42° 10′ 43″ N, 1° 35′ 08″ E / 42.17874694444444°N,1.5854611111111112°E  |           | Rasa de Cal Sant           | Modifica les dades a Wikidata |
|        | rasa del Clot de la Vall   | la Coma i la Pedra                                 | curs d'aigua | Desemboca: canal de l'Embut Llarg: 4.11km Conca: 4.97km²          | 42° 11′ 00″ N, 1° 31′ 20″ E / 42.183258888888886°N,1.5221930555555556°E 42° 10′ 51″ N, 1° 33′ 39″ E / 42.18090888888889°N,1.5608630555555556°E |           | Rasa del Clot de la Vall   | Modifica les dades a Wikidata |
|        | rasa del Sucre             | la Coma i la Pedra                                 | curs d'aigua | Desemboca: rasa de la Bòfia Llarg: 3km Conca: 2.67km²             | 42° 09′ 26″ N, 1° 32′ 26″ E / 42.15723111111111°N,1.5406588888888888°E 42° 10′ 30″ N, 1° 33′ 28″ E / 42.175125°N,1.557676111111111°E           |           |                            | Modifica les dades a Wikidata |
|        | rasa del Voluntari         | la Coma i la Pedra                                 | curs d'aigua | Desemboca: Cardener Llarg: 2.48km Conca: 148ha                    | 42° 09′ 47″ N, 1° 34′ 10″ E / 42.163046111111115°N,1.5695419444444445°E 42° 10′ 17″ N, 1° 35′ 34″ E / 42.17136305555555°N,1.59289°E            |           |                            | Modifica les dades a Wikidata |
|        | riera de Canalda           | Odèn Lladurs la Coma i la Pedra                    | curs d'aigua | Desemboca: Ribera Salada Llarg: 19.8km                            | 42° 10′ 45″ N, 1° 31′ 15″ E / 42.179029°N,1.52073°E 42° 05′ 13″ N, 1° 26′ 17″ E / 42.086926°N,1.437995°E                                       |           | Riera de Canalda           | Modifica les dades a Wikidata |
|        | torrent d'Urdoll           | Guixers Odèn la Coma i la Pedra                    | curs d'aigua | Desemboca: rasa de Canalda                                        | 42° 10′ 15″ N, 1° 31′ 31″ E / 42.170811111111114°N,1.5253805555555555°E 42° 08′ 18″ N, 1° 30′ 58″ E / 42.1384°N,1.516061111111111°E            |           | Torrent d'Urdoll           | Modifica les dades a Wikidata |
|        | torrent de Cal Tet         | la Coma i la Pedra                                 | curs d'aigua | Desemboca: rasa de Confós Llarg: 1.69km Conca: 27ha               | 42° 12′ 03″ N, 1° 35′ 01″ E / 42.20078111111111°N,1.58351°E 42° 11′ 46″ N, 1° 34′ 44″ E / 42.196103055555554°N,1.5787880555555556°E            |           |                            | Modifica les dades a Wikidata |
|        | torrent de Sant Martí      | Guixers la Coma i la Pedra                         | curs d'aigua | Desemboca: Aigua de Valls Llarg: 4.5km Conca: 4.6km²              | 42° 09′ 17″ N, 1° 38′ 03″ E / 42.15458611111111°N,1.63413°E 42° 08′ 34″ N, 1° 40′ 35″ E / 42.14291111111111°N,1.6762694444444444°E             |           |                            | Modifica les dades a Wikidata |
|        | torrent de la Barata       | Guixers la Coma i la Pedra                         | curs d'aigua | Desemboca: Aigua de Valls Llarg: 6.68km Conca: 6.13km²            | 42° 10′ 09″ N, 1° 38′ 41″ E / 42.169043888888886°N,1.64483°E 42° 07′ 54″ N, 1° 37′ 11″ E / 42.13171°N,1.6196669444444445°E                     |           | Torrent de la Barata       | Modifica les dades a Wikidata |
|        | torrent de la Borda        | la Coma i la Pedra                                 | curs d'aigua | Desemboca: Ribereta del Pujol Llarg: 2.7km Conca: 229ha           | 42° 12′ 13″ N, 1° 37′ 06″ E / 42.203586944444446°N,1.618436111111111°E 42° 11′ 07″ N, 1° 36′ 32″ E / 42.18527888888889°N,1.60882°E             |           | Torrent de la Borda        | Modifica les dades a Wikidata |
|        | torrent de la Ginebrosa    | la Coma i la Pedra                                 | curs d'aigua | Desemboca: rasa de la Bòfia Llarg: 1.25km Conca: 38ha             | 42° 09′ 48″ N, 1° 32′ 27″ E / 42.163446944444445°N,1.54097°E 42° 10′ 16″ N, 1° 32′ 39″ E / 42.17109388888889°N,1.5442080555555555°E            |           |                            | Modifica les dades a Wikidata |
|        | torrent de la Vilella      | la Coma i la Pedra                                 | curs d'aigua | Desemboca: torrent de la Barata Llarg: 1.74km Conca: 133ha        | 42° 08′ 52″ N, 1° 37′ 39″ E / 42.14777611111111°N,1.6274019444444443°E 42° 08′ 28″ N, 1° 36′ 46″ E / 42.14124694444445°N,1.6128711111111111°E  |           | Torrent de la Vilella      | Modifica les dades a Wikidata |
|        | torrent de les Llagunes    | la Coma i la Pedra                                 | curs d'aigua | Desemboca: Mosoll Llarg: 1.65km Conca: 125ha                      | 42° 10′ 30″ N, 1° 38′ 48″ E / 42.175131111111114°N,1.6466788888888888°E 42° 10′ 43″ N, 1° 37′ 49″ E / 42.17865°N,1.6301430555555556°E          |           |                            | Modifica les dades a Wikidata |
|        | torrent del Saltant        | la Coma i la Pedra                                 | curs d'aigua | Desemboca: rasa de Coll de Port Llarg: 2.42km Conca: 281.52ha     | 42° 11′ 58″ N, 1° 35′ 33″ E / 42.199395°N,1.5924980555555557°E 42° 11′ 05″ N, 1° 34′ 47″ E / 42.184643055555554°N,1.5797661111111112°E         |           |                            | Modifica les dades a Wikidata |
|        | torrent dels Horts         | la Coma i la Pedra                                 | curs d'aigua | Desemboca: Cardener Llarg: 1.1km Conca: 46.62ha                   | 42° 11′ 01″ N, 1° 35′ 42″ E / 42.183748888888886°N,1.5949280555555556°E 42° 10′ 33″ N, 1° 35′ 17″ E / 42.175781944444445°N,1.588033888888889°E |           |                            | Modifica les dades a Wikidata |
|        | torrent dels Plans         | Guixers Sant Llorenç de Morunys la Coma i la Pedra | curs d'aigua | Desemboca: Cardener Llarg: 2.75km Conca: 4.91km²                  | 42° 09′ 12″ N, 1° 34′ 29″ E / 42.153365°N,1.5746780555555555°E 42° 08′ 30″ N, 1° 36′ 01″ E / 42.141665°N,1.6001661111111112°E                  |           | Torrent dels Plans         | Modifica les dades a Wikidata |

## entitat singular de població
| imatge | Nom               | Ubicat a           | instància de                                   | Detalls | coordenades                                                        | Protecció | Commons (més fotos)           | Dades a WD                    |
| ------ | ----------------- | ------------------ | ---------------------------------------------- | ------- | ------------------------------------------------------------------ | --------- | ----------------------------- | ----------------------------- |
|        | el Port del Comte | la Coma i la Pedra | entitat singular de població                   | 103 hab | 42° 10′ 20″ N, 1° 34′ 09″ E / 42.17230833°N,1.56915556°E 1644 msnm |           |                               | Modifica les dades a Wikidata |
|        | la Coma           | la Coma i la Pedra | entitat singular de població capital municipal | 135 hab | 42° 10′ 33″ N, 1° 35′ 27″ E / 42.17580556°N,1.59086944°E 1012 msnm |           | La Coma (la Coma i la Pedra)  | Modifica les dades a Wikidata |
|        | la Pedra          | la Coma i la Pedra | entitat singular de població                   | 45 hab  | 42° 09′ 53″ N, 1° 36′ 13″ E / 42.16469444°N,1.60348611°E 989 msnm  |           | La Pedra (la Coma i la Pedra) | Modifica les dades a Wikidata |

## església
| imatge | Nom                                   | Ubicat a           | instància de                 | Detalls                                                           | coordenades                                                                          | Protecció                                  | Commons (més fotos)                   | Dades a WD                    |
| ------ | ------------------------------------- | ------------------ | ---------------------------- | ----------------------------------------------------------------- | ------------------------------------------------------------------------------------ | ------------------------------------------ | ------------------------------------- | ----------------------------- |
|        | Sant Andreu del Pujol del Racó        | la Coma            | església                     | Estil: arquitectura romànica 12nd century Estat: ruïnós           | 42° 10′ 40″ N, 1° 36′ 05″ E / 42.1779°N,1.60135°E 1070 msnm                          | bé integrant del patrimoni cultural català | Sant Andreu del Pujol del Racó        | Modifica les dades a Wikidata |
|        | Sant Cristòfol de Pasqüets            | la Coma i la Pedra | església                     | Estil: arquitectura romànica 13rd century                         | 42° 09′ 32″ N, 1° 35′ 29″ E / 42.1589°N,1.59135°E ca:Pasqüets 1035 msnm              | bé integrant del patrimoni cultural català | Sant Cristòfol de Pasqüets            | Modifica les dades a Wikidata |
|        | Sant Lleïr de Casabella               | la Coma i la Pedra | església ermita              | Estil: arquitectura romànica 11st century                         | 42° 08′ 39″ N, 1° 36′ 33″ E / 42.14426111°N,1.60907222°E 981 msnm                    | bé integrant del patrimoni cultural català | Sant Lleïr de Casabella               | Modifica les dades a Wikidata |
|        | Sant Quirze i Santa Julita de la Coma | la Coma            | església església parroquial | Estil: arquitectura barroca arquitectura neoclàssica 18th century | 42° 10′ 34″ N, 1° 35′ 24″ E / 42.176139°N,1.589875°E ca:Pl. de l'Església 1005 msnm  | bé integrant del patrimoni cultural català | Sant Quirze i Santa Julita de la Coma | Modifica les dades a Wikidata |
|        | Sant Serni de la Pedra                | la Pedra           | església església parroquial | Estil: arquitectura romànica 12nd century                         | 42° 09′ 53″ N, 1° 36′ 13″ E / 42.164697°N,1.603475°E 990 msnm                        | bé integrant del patrimoni cultural català | Sant Serni de la Pedra                | Modifica les dades a Wikidata |
|        | Santa Creu de la Pedra                | la Pedra           | església                     | Estil: arquitectura popular 20th century                          | 42° 10′ 11″ N, 1° 37′ 09″ E / 42.169709°N,1.619158°E ca:Coll de Santa Creu 1275 msnm | bé integrant del patrimoni cultural català | Santa Creu (la Pedra)                 | Modifica les dades a Wikidata |
|        | Santa Magdalena de Tragines           | la Pedra           | església                     | Estil: arquitectura romànica 11st century                         | 42° 09′ 07″ N, 1° 35′ 08″ E / 42.15198°N,1.58567°E 1126 msnm                         | bé integrant del patrimoni cultural català | Santa Magdalena de Tragines           | Modifica les dades a Wikidata |

## font
| imatge | Nom                | Ubicat a           | instància de | Detalls | coordenades                                                                   | Protecció | Commons (més fotos) | Dades a WD                    |
| ------ | ------------------ | ------------------ | ------------ | ------- | ----------------------------------------------------------------------------- | --------- | ------------------- | ----------------------------- |
|        | font Puda          | la Coma i la Pedra | font         |         | 42° 09′ 29″ N, 1° 35′ 50″ E / 42.1580277778°N,1.59734722222°E 870 msnm        |           |                     | Modifica les dades a Wikidata |
|        | font d'Estivella   | la Coma i la Pedra | font         |         | 42° 11′ 43″ N, 1° 32′ 50″ E / 42.1951468492657°N,1.54724126559142°E 2050 msnm |           |                     | Modifica les dades a Wikidata |
|        | font del Rei       | la Coma i la Pedra | font         |         | 42° 10′ 20″ N, 1° 36′ 57″ E / 42.1721919756976°N,1.61583261665248°E 1195 msnm |           |                     | Modifica les dades a Wikidata |
|        | fonts del Cardener | la Coma            | font         |         | 42° 10′ 56″ N, 1° 34′ 46″ E / 42.182151°N,1.579489°E 1035 msnm                |           | Fonts del Cardener  | Modifica les dades a Wikidata |

## indret
| imatge | Nom                                  | Ubicat a                 | instància de | Detalls | coordenades                                                             | Protecció | Commons (més fotos)                  | Dades a WD                    |
| ------ | ------------------------------------ | ------------------------ | ------------ | ------- | ----------------------------------------------------------------------- | --------- | ------------------------------------ | ----------------------------- |
|        | Carandella                           | la Coma                  | indret       |         | 42° 11′ 45″ N, 1° 35′ 06″ E / 42.1958°N,1.58498056°E 1700 msnm          |           | Carandella                           | Modifica les dades a Wikidata |
|        | Cingles de Cal Custodi               | la Coma i la Pedra       | indret       |         | 42° 11′ 19″ N, 1° 35′ 02″ E / 42.188667°N,1.583778°E 1150 1397 msnm     |           | Cingles de Cal Custodi               | Modifica les dades a Wikidata |
|        | Clot de la Vall (la Coma i la Pedra) | la Coma i la Pedra       | indret       |         | 42° 10′ 42″ N, 1° 32′ 17″ E / 42.178372°N,1.53815°E 1940 2225 msnm      |           | Clot de la Vall (la Coma i la Pedra) | Modifica les dades a Wikidata |
|        | Coma Pregona                         | la Coma i la Pedra       | indret       |         | 42° 12′ 04″ N, 1° 34′ 56″ E / 42.2012°N,1.58236°E 1625 1725 msnm        |           | Coma Pregona (la Coma i la Pedra)    | Modifica les dades a Wikidata |
|        | Costa Dreta                          | la Coma i la Pedra       | indret       |         | 42° 11′ 15″ N, 1° 32′ 27″ E / 42.1876°N,1.54072°E 2075 2275 msnm        |           |                                      | Modifica les dades a Wikidata |
|        | Costa de Cal Miqueló                 | la Coma i la Pedra       | indret       |         | 42° 11′ 13″ N, 1° 37′ 40″ E / 42.1869°N,1.62765°E 1425 1825 msnm        |           | Costa de Cal Miqueló                 | Modifica les dades a Wikidata |
|        | Costes de les Barraques              | la Coma i la Pedra       | indret       |         | 42° 09′ 38″ N, 1° 35′ 07″ E / 42.1605°N,1.58532°E 1100 1300 msnm        |           |                                      | Modifica les dades a Wikidata |
|        | Costes del Rebalç                    | la Coma i la Pedra       | indret       |         | 42° 11′ 18″ N, 1° 35′ 37″ E / 42.18820556°N,1.59366389°E 1350 1600 msnm |           | Costes del Rebalç                    | Modifica les dades a Wikidata |
|        | El Santuari                          | la Coma i la Pedra       | indret       |         | 42° 11′ 05″ N, 1° 34′ 02″ E / 42.18466389°N,1.56718889°E 1600 1725 msnm |           |                                      | Modifica les dades a Wikidata |
|        | Els Clots                            | la Coma i la Pedra       | indret       |         | 42° 11′ 13″ N, 1° 35′ 17″ E / 42.18701°N,1.588035°E 1175 1347 msnm      |           | Els Clots (la Coma i la Pedra)       | Modifica les dades a Wikidata |
|        | Els Ordiars                          | la Coma i la Pedra       | indret       |         | 42° 11′ 47″ N, 1° 35′ 36″ E / 42.19647222°N,1.59323333°E 1700 1850 msnm |           | Els Ordiars (la Coma)                | Modifica les dades a Wikidata |
|        | La Cabanella                         | la Coma i la Pedra       | indret       |         | 42° 11′ 19″ N, 1° 33′ 49″ E / 42.18859444°N,1.56373889°E 1300 1500 msnm |           |                                      | Modifica les dades a Wikidata |
|        | La Casanova                          | la Coma i la Pedra       | indret       |         | 42° 11′ 37″ N, 1° 36′ 32″ E / 42.19362222°N,1.60895833°E 1600 1850 msnm |           | La Casanova (la Coma i la Pedra)     | Modifica les dades a Wikidata |
|        | La Ginebrosa                         | la Coma i la Pedra       | indret       |         | 42° 10′ 11″ N, 1° 32′ 12″ E / 42.1696°N,1.53671°E 1900 2100 msnm        |           | La Ginebrosa (la Coma i la Pedra)    | Modifica les dades a Wikidata |
|        | Les Saleres                          | la Coma i la Pedra       | indret       |         | 42° 11′ 36″ N, 1° 37′ 39″ E / 42.193411°N,1.627478°E 2069 msnm          |           | Les Saleres (la Coma i la Pedra)     | Modifica les dades a Wikidata |
|        | Les Terreres de Pratformiu           | la Coma i la Pedra       | indret       |         | 42° 10′ 13″ N, 1° 38′ 15″ E / 42.17031111°N,1.63745556°E 1385 1515 msnm |           | Les Terreres de Pratformiu           | Modifica les dades a Wikidata |
|        | Les Tremoledes                       | la Coma i la Pedra       | indret       |         | 42° 10′ 45″ N, 1° 34′ 16″ E / 42.17921667°N,1.57115°E 1300 1500 msnm    |           |                                      | Modifica les dades a Wikidata |
|        | Obaga Negra                          | la Coma i la Pedra       | indret       |         | 42° 11′ 05″ N, 1° 38′ 24″ E / 42.184848°N,1.640109°E 1450 1950 msnm     |           | Obaga Negra (la Coma i la Pedra)     | Modifica les dades a Wikidata |
|        | Prat d'Aubes                         | la Coma i la Pedra Gósol | indret       |         | 42° 11′ 54″ N, 1° 37′ 18″ E / 42.198287°N,1.621639°E 2125 2200 msnm     |           | Prat d'Aubes                         | Modifica les dades a Wikidata |
|        | Pratformiu                           | la Coma i la Pedra       | indret       |         | 42° 09′ 53″ N, 1° 38′ 04″ E / 42.1646°N,1.63442°E 1415 1480 msnm        |           | Pratformiu                           | Modifica les dades a Wikidata |
|        | prat Parcerís                        | la Coma i la Pedra       | indret       |         | 42° 12′ 21″ N, 1° 33′ 51″ E / 42.205725°N,1.56406111°E 1676 msnm        |           |                                      | Modifica les dades a Wikidata |

## masia
| imatge | Nom                    | Ubicat a           | instància de     | Detalls                                                        | coordenades                                                                                                  | Protecció                                            | Commons (més fotos)             | Dades a WD                    |
| ------ | ---------------------- | ------------------ | ---------------- | -------------------------------------------------------------- | --- | ---------------------------------------------------- | ------------------------------- | ----------------------------- |
|        | Ca l'Andal             | la Coma            | masia            |                                                                | 42° 10′ 30″ N, 1° 34′ 34″ E / 42.1749°N,1.57621°E 1377 msnm                                                  |                                                      | Ca l'Andal (la Coma i la Pedra) | Modifica les dades a Wikidata |
|        | Ca l'Armenter          | la Pedra           | masia            |                                                                | 42° 10′ 07″ N, 1° 37′ 18″ E / 42.168657°N,1.621638°E 1311 msnm                                               |                                                      |                                 | Modifica les dades a Wikidata |
|        | Ca l'Arreplegant       | la Coma            | masia            |                                                                | 42° 11′ 50″ N, 1° 34′ 02″ E / 42.1971°N,1.56734°E 1321 msnm                                                  |                                                      |                                 | Modifica les dades a Wikidata |
|        | Ca l'Estevet           | la Coma            | masia            | Estat: ruïnós                                                  | 42° 10′ 23″ N, 1° 34′ 37″ E / 42.17314167°N,1.576925°E 1390 msnm                                             |                                                      | Ca l'Estevet (la Coma)          | Modifica les dades a Wikidata |
|        | Ca l'Estevet Segal     | la Coma            | masia            |                                                                | 42° 10′ 57″ N, 1° 34′ 39″ E / 42.1825°N,1.57754°E 1122 msnm                                                  |                                                      | Ca l'Estevet Segal              | Modifica les dades a Wikidata |
|        | Ca l'Estret            | la Pedra           | masia            |                                                                | 42° 10′ 50″ N, 1° 37′ 44″ E / 42.18058333°N,1.62888889°E 1322 msnm                                           |                                                      |                                 | Modifica les dades a Wikidata |
|        | Cal Barrusca           | la Coma            | masia            | Estat: enderrocat o destruït                                   | 42° 10′ 20″ N, 1° 34′ 29″ E / 42.1721°N,1.57468°E 1445 msnm                                                  |                                                      |                                 | Modifica les dades a Wikidata |
|        | Cal Bep                | la Coma            | masia            |                                                                | 42° 11′ 35″ N, 1° 34′ 06″ E / 42.19311111°N,1.56825639°E 1316 msnm                                           |                                                      |                                 | Modifica les dades a Wikidata |
|        | Cal Bernat             | la Pedra           | masia            | Estil: arquitectura popular 18th century                       | 42° 10′ 02″ N, 1° 36′ 09″ E / 42.167254°N,1.602551°E 1022 msnm                                               | bé integrant del patrimoni cultural català           | Cal Bernat (la Pedra)           | Modifica les dades a Wikidata |
|        | Cal Bonic              | la Coma            | masia            |                                                                | 42° 11′ 10″ N, 1° 35′ 18″ E / 42.186°N,1.58847°E 1250 msnm                                                   |                                                      |                                 | Modifica les dades a Wikidata |
|        | Cal Borrec             | la Pedra           | masia            |                                                                | 42° 10′ 09″ N, 1° 35′ 54″ E / 42.1692°N,1.59836°E 950 msnm                                                   |                                                      |                                 | Modifica les dades a Wikidata |
|        | Cal Cabrer             | la Coma            | masia            |                                                                | 42° 11′ 07″ N, 1° 34′ 31″ E / 42.1854°N,1.57524°E 1091 msnm                                                  |                                                      | Cal Cabrer (la Coma)            | Modifica les dades a Wikidata |
|        | Cal Cameta             | la Coma            | masia            |                                                                | 42° 11′ 14″ N, 1° 34′ 30″ E / 42.18714167°N,1.57508611°E 1095 msnm                                           |                                                      | Cal Cameta                      | Modifica les dades a Wikidata |
|        | Cal Campà              | la Coma            | masia            |                                                                | 42° 11′ 37″ N, 1° 34′ 25″ E / 42.19371111°N,1.57356111°E 1255 msnm                                           |                                                      |                                 | Modifica les dades a Wikidata |
|        | Cal Canonge            | la Pedra           | masia            |                                                                | 42° 11′ 04″ N, 1° 37′ 59″ E / 42.1845°N,1.63318°E 1435 msnm                                                  |                                                      | Cal Canonge (la Pedra)          | Modifica les dades a Wikidata |
|        | Cal Cristo             | la Coma            | masia            |                                                                | 42° 11′ 08″ N, 1° 34′ 44″ E / 42.185666°N,1.578872°E 1051 msnm                                               |                                                      | Cal Cristo                      | Modifica les dades a Wikidata |
|        | Cal Culrodó            | la Coma            | masia            | Estat: en perill                                               | 42° 10′ 22″ N, 1° 34′ 40″ E / 42.17269167°N,1.57765°E 1390 msnm                                              |                                                      | Cal Culrodó                     | Modifica les dades a Wikidata |
|        | Cal Custodi            | la Coma            | masia            |                                                                | 42° 11′ 17″ N, 1° 34′ 49″ E / 42.18805°N,1.58014444°E 1116 msnm                                              |                                                      |                                 | Modifica les dades a Wikidata |
|        | Cal Dam                | la Pedra           | masia            | Estat: en perill                                               | 42° 10′ 40″ N, 1° 37′ 28″ E / 42.17768333°N,1.62446944°E 1248 msnm                                           |                                                      | Cal Dam (la Pedra)              | Modifica les dades a Wikidata |
|        | Cal Fera               | la Coma            | masia            |                                                                | 42° 11′ 42″ N, 1° 34′ 33″ E / 42.1949°N,1.57593°E 1322 msnm                                                  |                                                      |                                 | Modifica les dades a Wikidata |
|        | Cal Fiter              | la Coma            | masia            |                                                                | 42° 11′ 16″ N, 1° 35′ 17″ E / 42.1879°N,1.58794°E 1327 msnm                                                  |                                                      |                                 | Modifica les dades a Wikidata |
|        | Cal Gallina            | la Pedra           | masia            |                                                                | 42° 09′ 43″ N, 1° 37′ 56″ E / 42.161851°N,1.632187°E 1445 msnm                                               |                                                      | Cal Gallina                     | Modifica les dades a Wikidata |
|        | Cal Gansola            | la Coma            | masia            |                                                                | 42° 11′ 16″ N, 1° 34′ 45″ E / 42.18764167°N,1.57922778°E 1014 msnm                                           |                                                      |                                 | Modifica les dades a Wikidata |
|        | Cal Guerra             | la Pedra           | masia            |                                                                | 42° 09′ 55″ N, 1° 36′ 14″ E / 42.165179°N,1.603984°E 987 msnm                                                |                                                      |                                 | Modifica les dades a Wikidata |
|        | Cal Janot              | la Pedra           | masia            |                                                                | 42° 10′ 02″ N, 1° 37′ 08″ E / 42.16710556°N,1.61877972°E 1251 msnm                                           |                                                      |                                 | Modifica les dades a Wikidata |
|        | Cal Jepet              | la Pedra           | masia            |                                                                | 42° 10′ 48″ N, 1° 37′ 31″ E / 42.17992778°N,1.62529444°E 1288 msnm                                           |                                                      | Cal Jepet (la Pedra)            | Modifica les dades a Wikidata |
|        | Cal Jepó               | la Pedra           | masia            |                                                                | 42° 10′ 38″ N, 1° 38′ 02″ E / 42.17718333°N,1.63385389°E 1407 msnm                                           |                                                      | Cal Jepó (la Pedra)             | Modifica les dades a Wikidata |
|        | Cal Jepó               | la Coma            | masia            |                                                                | 42° 10′ 54″ N, 1° 34′ 37″ E / 42.1818°N,1.57707°E 1129 msnm                                                  |                                                      | Cal Jepó (la Coma)              | Modifica les dades a Wikidata |
|        | Cal Joan del Batlle    | la Coma            | masia            | Estil: arquitectura popular 18th century                       | 42° 11′ 41″ N, 1° 34′ 17″ E / 42.1947°N,1.57128°E ca:Carretera C-462, km 34,1 1268 msnm                      | bé integrant del patrimoni cultural català           | Cal Joan del Batlle             | Modifica les dades a Wikidata |
|        | Cal Lleí               | la Coma            | masia            |                                                                | 42° 11′ 13″ N, 1° 35′ 16″ E / 42.18698056°N,1.58769167°E 1301 msnm                                           |                                                      |                                 | Modifica les dades a Wikidata |
|        | Cal Mall               | la Coma            | masia            |                                                                | 42° 11′ 31″ N, 1° 34′ 12″ E / 42.19205556°N,1.56986389°E 1255 msnm                                           |                                                      |                                 | Modifica les dades a Wikidata |
|        | Cal Manxó              | la Pedra           | masia            |                                                                | 42° 10′ 55″ N, 1° 37′ 16″ E / 42.1819°N,1.621°E 1357 msnm                                                    |                                                      | Cal Manxó                       | Modifica les dades a Wikidata |
|        | Cal Marqueixanes       | la Pedra           | masia            |                                                                | 42° 10′ 23″ N, 1° 37′ 23″ E / 42.172978°N,1.622954°E 1253 msnm                                               |                                                      |                                 | Modifica les dades a Wikidata |
|        | Cal Masa               | la Pedra           | masia            |                                                                | 42° 09′ 33″ N, 1° 35′ 30″ E / 42.159037074507°N,1.5916682052523°E 1033 msnm                                  |                                                      | Cal Masa (la Pedra)             | Modifica les dades a Wikidata |
|        | Cal Masover            | la Pedra           | masia            |                                                                | 42° 09′ 51″ N, 1° 35′ 45″ E / 42.1643°N,1.59574°E 901 msnm                                                   |                                                      |                                 | Modifica les dades a Wikidata |
|        | Cal Minguet            | la Pedra           | masia            |                                                                | 42° 10′ 01″ N, 1° 37′ 12″ E / 42.167°N,1.62001°E 1274 msnm                                                   |                                                      |                                 | Modifica les dades a Wikidata |
|        | Cal Miquel de Muntanya | la Coma            | masia            |                                                                | 42° 11′ 32″ N, 1° 33′ 58″ E / 42.1921°N,1.56608°E 1335 msnm                                                  |                                                      |                                 | Modifica les dades a Wikidata |
|        | Cal Pere Marquès       | la Coma            | masia            |                                                                | 42° 11′ 51″ N, 1° 34′ 17″ E / 42.1975°N,1.5713°E 1335 msnm                                                   |                                                      |                                 | Modifica les dades a Wikidata |
|        | Cal Poma               | la Coma            | masia            |                                                                | 42° 11′ 23″ N, 1° 34′ 12″ E / 42.1898°N,1.57008°E 1174 msnm                                                  |                                                      |                                 | Modifica les dades a Wikidata |
|        | Cal Pujantell          | la Coma            | masia            |                                                                | 42° 11′ 02″ N, 1° 35′ 23″ E / 42.183942°N,1.589861°E 1207 msnm                                               |                                                      |                                 | Modifica les dades a Wikidata |
|        | Cal Quirze dels Clots  | la Coma            | masia            |                                                                | 42° 11′ 14″ N, 1° 35′ 19″ E / 42.187123°N,1.588596°E 1296 msnm                                               |                                                      | Cal Quirze dels Clots           | Modifica les dades a Wikidata |
|        | Cal Ramon Gansola      | la Coma            | masia            |                                                                | 42° 11′ 00″ N, 1° 34′ 52″ E / 42.183242°N,1.580991°E 1030 msnm                                               |                                                      | Cal Ramon Gansola               | Modifica les dades a Wikidata |
|        | Cal Reli               | la Coma            | masia            |                                                                | 42° 11′ 33″ N, 1° 34′ 07″ E / 42.19261389°N,1.56865944°E 1294 msnm                                           |                                                      |                                 | Modifica les dades a Wikidata |
|        | Cal Ribera             | la Coma            | masia            |                                                                | 42° 11′ 35″ N, 1° 34′ 02″ E / 42.193°N,1.56711°E 1334 msnm                                                   |                                                      |                                 | Modifica les dades a Wikidata |
|        | Cal Roset              | la Coma            | masia            |                                                                | 42° 11′ 04″ N, 1° 34′ 46″ E / 42.18437361°N,1.57953611°E 1030 msnm                                           |                                                      | Cal Roset (la Coma)             | Modifica les dades a Wikidata |
|        | Cal Sant               | la Coma            | masia            |                                                                | 42° 10′ 21″ N, 1° 34′ 32″ E / 42.1726°N,1.57554°E 1423 msnm                                                  |                                                      |                                 | Modifica les dades a Wikidata |
|        | Cal Serni              | la Coma            | masia            |                                                                | 42° 11′ 08″ N, 1° 34′ 34″ E / 42.18556583°N,1.57618056°E 1072 msnm                                           |                                                      | Cal Serni (la Coma)             | Modifica les dades a Wikidata |
|        | Cal Terrerol           | la Coma            | masia            |                                                                | 42° 11′ 50″ N, 1° 34′ 12″ E / 42.19724167°N,1.570075°E 1318 msnm                                             |                                                      |                                 | Modifica les dades a Wikidata |
|        | Cal Tet                | la Coma            | masia            |                                                                | 42° 11′ 37″ N, 1° 34′ 33″ E / 42.19352778°N,1.57575556°E 1285 msnm                                           |                                                      |                                 | Modifica les dades a Wikidata |
|        | Cal Totxo              | la Coma            | masia            |                                                                | 42° 11′ 48″ N, 1° 34′ 07″ E / 42.1966233807368°N,1.56869359940608°E 1295 msnm                                |                                                      |                                 | Modifica les dades a Wikidata |
|        | Cal Tuixén             | la Coma            | masia            |                                                                | 42° 10′ 16″ N, 1° 34′ 57″ E / 42.17105278°N,1.58254722°E 1236 msnm                                           |                                                      | Cal Tuixén (la Coma)            | Modifica les dades a Wikidata |
|        | Cal Viudo              | la Pedra           | masia            |                                                                | 42° 10′ 07″ N, 1° 37′ 15″ E / 42.1685°N,1.62092°E 1292 msnm                                                  |                                                      |                                 | Modifica les dades a Wikidata |
|        | Cal Voluntari          | la Coma            | masia            |                                                                | 42° 10′ 17″ N, 1° 35′ 01″ E / 42.17149167°N,1.58372444°E 1200 msnm                                           |                                                      | Cal Voluntari                   | Modifica les dades a Wikidata |
|        | Cal Xalet              | la Pedra           | masia            | Estil: arquitectura popular                                    | 42° 09′ 54″ N, 1° 36′ 15″ E / 42.165029°N,1.60404°E 1015 msnm                                                | bé integrant del patrimoni cultural català           | Cal Xalet                       | Modifica les dades a Wikidata |
|        | Can Quelot             | la Pedra           | masia            |                                                                | 42° 09′ 59″ N, 1° 38′ 02″ E / 42.16625°N,1.63390917°E 1470 msnm                                              |                                                      | Can Quelot                      | Modifica les dades a Wikidata |
|        | Casa Massanés          | la Coma i la Pedra | masia            |                                                                | 42° 10′ 23″ N, 1° 35′ 07″ E / 42.17295°N,1.58528917°E la Coma 1164 msnm                                      |                                                      | Casa Massanés                   | Modifica les dades a Wikidata |
|        | Casa dels Clotassos    | la Coma            | masia            |                                                                | 42° 10′ 53″ N, 1° 35′ 04″ E / 42.1813026665895°N,1.5845506060895°E 1021 msnm                                 |                                                      |                                 | Modifica les dades a Wikidata |
|        | Casabella              | la Pedra           | masia            | Estil: arquitectura popular 17th century                       | 42° 08′ 43″ N, 1° 36′ 24″ E / 42.1452°N,1.60661°E 969 msnm                                                   | bé integrant del patrimoni cultural català           | Casabella (la Pedra)            | Modifica les dades a Wikidata |
|        | Casanova del Pujol     | la Coma            | masia            | Estat: enderrocat o destruït                                   | 42° 11′ 28″ N, 1° 36′ 16″ E / 42.191°N,1.60451°E 1509 msnm                                                   |                                                      | Casanova del Pujol              | Modifica les dades a Wikidata |
|        | Insoles                | la Pedra           | masia            |                                                                | 42° 10′ 06″ N, 1° 35′ 49″ E / 42.1682°N,1.59701°E 952 msnm                                                   |                                                      |                                 | Modifica les dades a Wikidata |
|        | Malers                 | la Pedra           | masia            | Estat: enderrocat o destruït                                   | 42° 09′ 35″ N, 1° 35′ 13″ E / 42.159723°N,1.587°E 1123 msnm                                                  |                                                      |                                 | Modifica les dades a Wikidata |
|        | Mataplana              | la Pedra           | masia            |                                                                | 42° 10′ 17″ N, 1° 36′ 42″ E / 42.17147778°N,1.61153611°E 1098 msnm                                           |                                                      | Mataplana (la Pedra)            | Modifica les dades a Wikidata |
|        | Planers                | la Coma            | masia            |                                                                | 42° 12′ 09″ N, 1° 34′ 10″ E / 42.2026°N,1.56931°E 1551 msnm                                                  |                                                      |                                 | Modifica les dades a Wikidata |
|        | Torre de la Vila       | la Coma            | masia casa forta | 12nd century                                                   | 42° 10′ 33″ N, 1° 36′ 10″ E / 42.1757°N,1.60288°E ca:Als camps del Pujol del Racó, la Coma 1080 msnm         | bé d'interès cultural bé cultural d'interès nacional | Torre de la Vila (la Coma)      | Modifica les dades a Wikidata |
|        | el Casó                | la Pedra           | masia            |                                                                | 42° 09′ 52″ N, 1° 35′ 51″ E / 42.164547°N,1.597378°E 903 msnm                                                |                                                      |                                 | Modifica les dades a Wikidata |
|        | el Jou                 | la Pedra           | masia            | Estat: ruïnós                                                  | 42° 09′ 10″ N, 1° 36′ 36″ E / 42.15281111°N,1.61012222°E 1195 msnm                                           |                                                      |                                 | Modifica les dades a Wikidata |
|        | el Minguell            | la Pedra           | masia            | Estat: ruïnós                                                  | 42° 10′ 34″ N, 1° 36′ 37″ E / 42.1761°N,1.6103°E 1150 msnm                                                   |                                                      | El Minguell (la Pedra)          | Modifica les dades a Wikidata |
|        | el Planàs              | la Pedra           | masia            |                                                                | 42° 10′ 48″ N, 1° 37′ 54″ E / 42.18°N,1.63158°E 1382 msnm                                                    |                                                      |                                 | Modifica les dades a Wikidata |
|        | el Pujol del Racó      | la Pedra           | masia            | Estil: arquitectura popular 17th century                       | 42° 10′ 49″ N, 1° 36′ 11″ E / 42.1803°N,1.60298°E 1150 msnm                                                  | bé integrant del patrimoni cultural català           | Pujol del Racó                  | Modifica les dades a Wikidata |
|        | el Taló                | la Pedra           | masia            |                                                                | 42° 09′ 53″ N, 1° 36′ 04″ E / 42.1648455819195°N,1.60119967631257°E 950 msnm                                 |                                                      |                                 | Modifica les dades a Wikidata |
|        | els Clots              | la Pedra           | masia            | Estil: arquitectura popular 18th century                       | 42° 08′ 40″ N, 1° 36′ 34″ E / 42.1444°N,1.609525°E 977 msnm                                                  | bé integrant del patrimoni cultural català           | Els Clots (la Pedra)            | Modifica les dades a Wikidata |
|        | els Forats             | la Pedra           | masia            | Estat: ruïnós                                                  | 42° 09′ 05″ N, 1° 37′ 09″ E / 42.151368°N,1.619034°E 1175 msnm                                               |                                                      | Els Forats                      | Modifica les dades a Wikidata |
|        | els Hiverns            | la Pedra           | masia            |                                                                | 42° 09′ 10″ N, 1° 34′ 48″ E / 42.1528°N,1.58013°E 1272 msnm                                                  |                                                      | Els Hiverns                     | Modifica les dades a Wikidata |
|        | els Pasqüets           | la Pedra           | masia            | Estil: arquitectura popular 17th century                       | 42° 09′ 33″ N, 1° 35′ 29″ E / 42.159063°N,1.591455°E 1033 msnm                                               | bé integrant del patrimoni cultural català           | Masia Pasqüets                  | Modifica les dades a Wikidata |
|        | els Pernals            | la Coma            | masia            |                                                                | 42° 11′ 55″ N, 1° 34′ 11″ E / 42.19873333°N,1.56984444°E 1388 msnm                                           |                                                      |                                 | Modifica les dades a Wikidata |
|        | els Porxos             | la Pedra           | masia            | Estat: enderrocat o destruït                                   | 42° 09′ 51″ N, 1° 37′ 59″ E / 42.16409°N,1.633051°E 1450 msnm                                                |                                                      | Els Porxos (la Pedra)           | Modifica les dades a Wikidata |
|        | la Barata              | la Pedra           | masia            | Estat: enderrocat o destruït                                   | 42° 08′ 52″ N, 1° 36′ 59″ E / 42.1477°N,1.61638889°E 1115 msnm                                               |                                                      |                                 | Modifica les dades a Wikidata |
|        | la Borda del Pujol     | la Coma            | masia            |                                                                | 42° 11′ 02″ N, 1° 36′ 35″ E / 42.18393667°N,1.60968056°E 1445 msnm                                           |                                                      | La Borda del Pujol              | Modifica les dades a Wikidata |
|        | la Cabanella           | la Coma            | masia            | Estat: enderrocat o destruït                                   | 42° 11′ 22″ N, 1° 36′ 47″ E / 42.18935°N,1.61300556°E                                                        |                                                      |                                 | Modifica les dades a Wikidata |
|        | la Carrandella         | la Coma            | masia            |                                                                | 42° 11′ 27″ N, 1° 35′ 05″ E / 42.19096389°N,1.58464028°E 1311 msnm                                           |                                                      |                                 | Modifica les dades a Wikidata |
|        | la Creu dels Joncarets | la Pedra           | masia            |                                                                | 42° 10′ 06″ N, 1° 37′ 10″ E / 42.16824611°N,1.61937306°E 1262 msnm                                           |                                                      |                                 | Modifica les dades a Wikidata |
|        | la Foradada            | la Coma            | masia            |                                                                | 42° 12′ 04″ N, 1° 34′ 03″ E / 42.20103194°N,1.56762028°E 1445 msnm                                           |                                                      |                                 | Modifica les dades a Wikidata |
|        | la Gafa dels Closes    | la Pedra           | masia            |                                                                | 42° 09′ 52″ N, 1° 35′ 59″ E / 42.1645196680998°N,1.59958470730967°E 918 msnm                                 |                                                      |                                 | Modifica les dades a Wikidata |
|        | la Maçana              | la Pedra           | masia            |                                                                | 42° 10′ 47″ N, 1° 37′ 49″ E / 42.1797°N,1.63023889°E 1343 msnm                                               |                                                      |                                 | Modifica les dades a Wikidata |
|        | la Muntada             | la Pedra           | masia            |                                                                | 42° 09′ 36″ N, 1° 35′ 39″ E / 42.1599854373928°N,1.59409232635201°E 952 msnm                                 |                                                      |                                 | Modifica les dades a Wikidata |
|        | la Vilella             | la Pedra           | masia            | Estil: arquitectura popular arquitectura romànica 12nd century | 42° 08′ 37″ N, 1° 37′ 19″ E / 42.1436°N,1.62196°E ca:Just al pont de Codines, pista 2 km a Vilella 1045 msnm | bé integrant del patrimoni cultural català           | La Vilella                      | Modifica les dades a Wikidata |
|        | les Barraques          | la Pedra           | masia            |                                                                | 42° 09′ 18″ N, 1° 34′ 36″ E / 42.15498611°N,1.57661944°E 1415 msnm                                           |                                                      | Les Barraques (la Pedra)        | Modifica les dades a Wikidata |
|        | les Tragines           | la Pedra           | masia            |                                                                | 42° 09′ 05″ N, 1° 35′ 13″ E / 42.1512725°N,1.58707778°E 1091 msnm                                            |                                                      |                                 | Modifica les dades a Wikidata |

## molí d'aigua
| imatge | Nom          | Ubicat a           | instància de | Detalls | coordenades                                                               | Protecció | Commons (més fotos) | Dades a WD                    |
| ------ | ------------ | ------------------ | ------------ | ------- | ------------------------------------------------------------------------- | --------- | ------------------- | ----------------------------- |
|        | Molí de Baix | la Coma            | molí d'aigua |         | 42° 10′ 31″ N, 1° 35′ 21″ E / 42.175306°N,1.58905°E 978 msnm              |           |                     | Modifica les dades a Wikidata |
|        | Molí de Dalt | la Coma i la Pedra | molí d'aigua |         | 42° 10′ 46″ N, 1° 35′ 07″ E / 42.17936944°N,1.58527639°E la Coma 986 msnm |           |                     | Modifica les dades a Wikidata |

## muntanya
| imatge | Nom                          | Ubicat a                                                   | instància de | Detalls | coordenades                                                             | Protecció | Commons (més fotos)                 | Dades a WD                    |
| ------ | ---------------------------- | ---------------------------------------------------------- | ------------ | ------- | ----------------------------------------------------------------------- | --------- | ----------------------------------- | ----------------------------- |
|        | Cap d'Urdet                  | Gósol la Coma i la Pedra                                   | muntanya     |         | 42° 11′ 48″ N, 1° 38′ 26″ E / 42.19662222°N,1.64051389°E 2240 msnm      |           | Cap d'Urdet                         | Modifica les dades a Wikidata |
|        | Cap de Prat d'Aubes          | la Coma i la Pedra Gósol                                   | muntanya     |         | 42° 11′ 52″ N, 1° 37′ 31″ E / 42.1979°N,1.62521°E 2252 msnm             |           | Cap de Prat d'Aubes                 | Modifica les dades a Wikidata |
|        | Cap del Verd                 | la Coma i la Pedra Josa i Tuixén Gósol                     | muntanya     |         | 42° 12′ 03″ N, 1° 36′ 49″ E / 42.2008147325°N,1.61370601396°E 2284 msnm |           | Cap del Verd                        | Modifica les dades a Wikidata |
|        | Collada del Llop             | la Coma i la Pedra                                         | muntanya     |         | 42° 11′ 48″ N, 1° 38′ 28″ E / 42.196649°N,1.641156°E 2240 msnm          |           |                                     | Modifica les dades a Wikidata |
|        | Montlleó                     | Guixers la Coma i la Pedra                                 | muntanya     |         | 42° 08′ 16″ N, 1° 37′ 44″ E / 42.1378°N,1.62894°E 1213 msnm             |           | Montlleó (Vall de Lord)             | Modifica les dades a Wikidata |
|        | Pedró dels Quatre Batlles    | la Coma i la Pedra Fígols i Alinyà la Vansa i Fórnols Odèn | muntanya     |         | 42° 11′ 05″ N, 1° 31′ 15″ E / 42.1847955583°N,1.5209102343°E 2387 msnm  |           | Pedró dels Quatre Batlles           | Modifica les dades a Wikidata |
|        | Puig de les Morreres         | Guixers la Coma i la Pedra                                 | muntanya     |         | 42° 09′ 03″ N, 1° 32′ 22″ E / 42.1509179033°N,1.5394423235°E 2211 msnm  |           | Puig de les Morreres                | Modifica les dades a Wikidata |
|        | Pujalt                       | la Coma i la Pedra Gósol                                   | muntanya cim |         | 42° 11′ 18″ N, 1° 38′ 52″ E / 42.18826389°N,1.64780278°E 2109 msnm      |           | Pujalt (la Coma i la Pedra)         | Modifica les dades a Wikidata |
|        | Roc de la Pedra              | la Coma i la Pedra                                         | muntanya     |         | 42° 09′ 55″ N, 1° 36′ 16″ E / 42.1654°N,1.60439°E 1065 msnm             |           | Roc de la Pedra                     | Modifica les dades a Wikidata |
|        | Roc del Migdia de la Colilla | la Coma i la Pedra                                         | muntanya     |         | 42° 11′ 52″ N, 1° 35′ 07″ E / 42.197777°N,1.585281°E 1780 msnm          |           | Roc del Migdia de la Colilla        | Modifica les dades a Wikidata |
|        | Roc del Migdia dels Clots    | la Coma i la Pedra                                         | muntanya     |         | 42° 11′ 34″ N, 1° 35′ 19″ E / 42.19268056°N,1.58869444°E 1537 msnm      |           | Roc del Migdia dels Clots           | Modifica les dades a Wikidata |
|        | Roca d'en Carbassa           | la Coma i la Pedra Josa i Tuixén                           | muntanya     |         | 42° 12′ 09″ N, 1° 35′ 21″ E / 42.2026°N,1.58922°E 1947 msnm             |           | Roca d'en Carbassa                  | Modifica les dades a Wikidata |
|        | Roca de Migdia               | la Coma i la Pedra Josa i Tuixén                           | muntanya     |         | 42° 12′ 29″ N, 1° 34′ 05″ E / 42.207929°N,1.568135°E 1870 msnm          |           | Roca de Migdia (la Coma i la Pedra) | Modifica les dades a Wikidata |
|        | Roca de Querol               | la Coma i la Pedra                                         | muntanya     |         | 42° 09′ 28″ N, 1° 34′ 09″ E / 42.1579°N,1.56929°E 1840 msnm             |           | Roca de Querol                      | Modifica les dades a Wikidata |
|        | Roques del Minguell          | la Coma i la Pedra                                         | muntanya     |         | 42° 10′ 41″ N, 1° 37′ 13″ E / 42.17811389°N,1.62033889°E 1577 msnm      |           | Roques del Minguell                 | Modifica les dades a Wikidata |
|        | Tossa Pelada                 | la Coma i la Pedra la Vansa i Fórnols                      | muntanya     |         | 42° 11′ 26″ N, 1° 31′ 21″ E / 42.19055556°N,1.5225°E 2379 msnm          |           | Tossa Pelada                        | Modifica les dades a Wikidata |
|        | Tossal d'Estivella           | la Coma i la Pedra                                         | muntanya     |         | 42° 11′ 36″ N, 1° 32′ 25″ E / 42.193373°N,1.540191°E 2338 msnm          |           | Tossal d'Estivella                  | Modifica les dades a Wikidata |
|        | Turó de Sant Lleïr           | la Coma i la Pedra                                         | muntanya     |         | 42° 08′ 28″ N, 1° 36′ 38″ E / 42.1412°N,1.61044°E 1037 msnm             |           | Turó de Sant Lleïr                  | Modifica les dades a Wikidata |
|        | Turó de Santa Creu           | la Coma i la Pedra                                         | muntanya     |         | 42° 10′ 13″ N, 1° 37′ 02″ E / 42.1702°N,1.61721°E 1317 msnm             |           |                                     | Modifica les dades a Wikidata |
|        | el Vulturó                   | la Coma i la Pedra Odèn                                    | muntanya     |         | 42° 10′ 47″ N, 1° 31′ 19″ E / 42.1797°N,1.52202°E 2348 msnm             |           | El Vulturó                          | Modifica les dades a Wikidata |
|        | els Orriets                  | Guixers la Coma i la Pedra                                 | muntanya     |         | 42° 09′ 33″ N, 1° 33′ 24″ E / 42.15921389°N,1.5566°E 2146 msnm          |           | Els Orriets                         | Modifica les dades a Wikidata |

## prat alpí
| imatge | Nom               | Ubicat a                | instància de   | Detalls     | coordenades                                                         | Protecció | Commons (més fotos) | Dades a WD                    |
| ------ | ----------------- | ----------------------- | -------------- | ----------- | ------------------------------------------------------------------- | --------- | ------------------- | ----------------------------- |
|        | Coma dels Marrans | la Coma i la Pedra      | prat alpí coma | Llarg: 700m | 42° 09′ 21″ N, 1° 32′ 20″ E / 42.1559°N,1.5388°E 2075 msnm          |           | Coma dels Marrans   | Modifica les dades a Wikidata |
|        | Prat de Botons    | la Coma i la Pedra      | prat alpí      |             | 42° 10′ 36″ N, 1° 32′ 45″ E / 42.1766°N,1.54571°E 1875 1950 msnm    |           | Prat de Botons      | Modifica les dades a Wikidata |
|        | Prat del Duc      | la Coma i la Pedra      | prat alpí      | Llarg: 400m | 42° 11′ 07″ N, 1° 31′ 42″ E / 42.185162°N,1.528428°E 2275 2300 msnm |           | Prat del Duc        | Modifica les dades a Wikidata |
|        | Prats de Bacies   | Odèn la Coma i la Pedra | prat alpí      |             | 42° 09′ 17″ N, 1° 31′ 39″ E / 42.1546°N,1.52738°E 2000 2150 msnm    |           | Prats de Bacies     | Modifica les dades a Wikidata |

## serra
| imatge | Nom                     | Ubicat a                                                   | instància de                                        | Detalls                                     | coordenades                                                                       | Protecció | Commons (més fotos)     | Dades a WD                    |
| ------ | ----------------------- | ---------------------------------------------------------- | --------------------------------------------------- | ------------------------------------------- | --------------------------------------------------------------------------------- | --------- | ----------------------- | ----------------------------- |
|        | Serra de Guixers        | la Coma i la Pedra Guixers                                 | serra                                               |                                             | 42° 08′ 46″ N, 1° 39′ 20″ E / 42.14619444°N,1.65565556°E Vall de Lord 1439 msnm   |           | Serra de Guixers        | Modifica les dades a Wikidata |
|        | Serra de Mitges         | la Coma i la Pedra Guixers                                 | serra                                               | Llarg: 2.78km                               | 42° 09′ 33″ N, 1° 38′ 16″ E / 42.159088°N,1.637661°E 1619 msnm                    |           | Serra de Mitges         | Modifica les dades a Wikidata |
|        | Serra de Port del Comte | la Coma i la Pedra Odèn Fígols i Alinyà la Vansa i Fórnols | serra                                               | Llarg: 4km                                  | 42° 11′ 04″ N, 1° 31′ 13″ E / 42.184458°N,1.520207°E 2387 msnm                    |           | Serra de Port del Comte | Modifica les dades a Wikidata |
|        | Serra de Pratformiu     | la Coma i la Pedra                                         | serra                                               | Llarg: 4.1km                                | 42° 09′ 51″ N, 1° 37′ 29″ E / 42.1642°N,1.62467°E 1679 msnm                       |           | Serra de Pratformiu     | Modifica les dades a Wikidata |
|        | Serra de Querol         | la Coma i la Pedra Guixers                                 | serra                                               |                                             | 42° 09′ 22″ N, 1° 32′ 56″ E / 42.15617778°N,1.54876944°E Port del Comte 2212 msnm |           | Serra de Querol         | Modifica les dades a Wikidata |
|        | Serra del Verd          | la Coma i la Pedra Guixers Josa i Tuixén Gósol             | serra àrea protegida Pla d'Espais d'Interès Natural | 1992 Llarg: 6.12km Superfície: 3050.78634ha | 42° 12′ 02″ N, 1° 36′ 49″ E / 42.2006°N,1.61361°E 2283 msnm                       |           | Serra del Verd          | Modifica les dades a Wikidata |
|        | Serrat de la Bòfia      | la Coma i la Pedra                                         | serra                                               | Llarg: 1.9km                                | 42° 09′ 39″ N, 1° 32′ 27″ E / 42.16071667°N,1.54089722°E 2134 msnm                |           | Serrat de la Bòfia      | Modifica les dades a Wikidata |
|        | Serrat del Jou          | la Coma i la Pedra                                         | serra                                               | Llarg: 2.8km                                | 42° 09′ 21″ N, 1° 36′ 27″ E / 42.1559°N,1.60746°E 1306 msnm                       |           | Serrat del Jou          | Modifica les dades a Wikidata |
|        | serrat de la Sella      | la Coma i la Pedra Josa i Tuixén                           | serra                                               | Llarg: 2.5km                                | 42° 12′ 26″ N, 1° 34′ 04″ E / 42.20733056°N,1.56788833°E 1870 msnm                |           | Serrat de la Sella      | Modifica les dades a Wikidata |

## vèrtex geodèsic
| imatge | Nom         | Ubicat a           | instància de    | Detalls    | coordenades                                                        | Protecció | Commons (més fotos) | Dades a WD                    |
| ------ | ----------- | ------------------ | --------------- | ---------- | ------------------------------------------------------------------ | --------- | ------------------- | ----------------------------- |
|        | Gall        | la Coma i la Pedra | vèrtex geodèsic | Alt: 1.18m | 42° 11′ 48″ N, 1° 38′ 26″ E / 42.196598°N,1.640516°E 2240.228 msnm |           |                     | Modifica les dades a Wikidata |
|        | Tossapelada | la Coma i la Pedra | vèrtex geodèsic | Alt: 1.2m  | 42° 11′ 26″ N, 1° 31′ 21″ E / 42.190576°N,1.522449°E 2378.105 msnm |           |                     | Modifica les dades a Wikidata |

## Misc
| imatge | Nom                                     | Ubicat a           | instància de       | Detalls                                  | coordenades                                                                                            | Protecció                                            | Commons (més fotos)         | Dades a WD                    |
| ------ | --------------------------------------- | ------------------ | ------------------ | ---------------------------------------- | --- | ---------------------------------------------------- | --------------------------- | ----------------------------- |
|        | Castell de la Pedra                     | la Coma i la Pedra | castell            |                                          | 42° 09′ 55″ N, 1° 36′ 16″ E / 42.1652°N,1.60441°E ca:Roca del Castell, la Pedra 1065 msnm              | bé d'interès cultural bé cultural d'interès nacional | Castell de la Pedra         | Modifica les dades a Wikidata |
|        | Port del Comte (estació d'esquí)        | la Coma i la Pedra | estació d'esquí    | Superfície: 50km²                        | 42° 10′ 22″ N, 1° 33′ 43″ E / 42.1728°N,1.56194°E                                                      |                                                      | Port del Comte (ski resort) | Modifica les dades a Wikidata |
|        | alzina de Sant Lleïr                    | la Pedra           | arbre singular     | Taxon: alzina (Quercus ilex)             | 42° 08′ 46″ N, 1° 36′ 35″ E / 42.146071°N,1.609649°E                                                   |                                                      |                             | Modifica les dades a Wikidata |
|        | bosc de la Gafa                         | la Coma i la Pedra | bosc               |                                          | 42° 10′ 03″ N, 1° 35′ 04″ E / 42.16753694°N,1.58448778°E 1100 1500 msnm                                |                                                      |                             | Modifica les dades a Wikidata |
|        | casa consistorial de la Coma i la Pedra | la Coma i la Pedra | casa consistorial  |                                          | 42° 10′ 31″ N, 1° 35′ 28″ E / 42.1752001°N,1.5909928°E                                                 |                                                      |                             | Modifica les dades a Wikidata |
|        | la Bòfia                                | la Coma i la Pedra | dolina avenc       |                                          | 42° 09′ 53″ N, 1° 32′ 01″ E / 42.164822°N,1.533747°E 2050 msnm                                         |                                                      | Forat de la Bofia           | Modifica les dades a Wikidata |
|        | la Gafa                                 | la Pedra           | edifici            | Estil: arquitectura popular 18th century | 42° 09′ 50″ N, 1° 35′ 43″ E / 42.16378°N,1.59537°E ca:Aiguabarreig del Cardener i del Mossoll 894 msnm | bé integrant del patrimoni cultural català           | La Gafa                     | Modifica les dades a Wikidata |
|        | pont de la Pedra                        | la Pedra           | pont               | Travessa: Cardener                       | 42° 09′ 54″ N, 1° 35′ 41″ E / 42.1649°N,1.59462°E 903 msnm                                             |                                                      |                             | Modifica les dades a Wikidata |
|        | refugi Bages                            | la Coma i la Pedra | refugi de muntanya | 1988-12-18                               | 42° 10′ 14″ N, 1° 33′ 52″ E / 42.17048333°N,1.56438056°E ca:Prat Donadó del Port del Comte 1768 msnm   |                                                      | Refugi Bages                | Modifica les dades a Wikidata |